# Melamphaes microps
Melamphaes microps är en fiskart som först beskrevs av Günther, 1878.  Melamphaes microps ingår i släktet Melamphaes och familjen Melamphaidae. Inga underarter finns listade i Catalogue of Life.